# هجوم شمبانزي سانت جيمس ديفيس
كان مو شمبانزي أليف مملوك لسانت جيمس ديفيس وزوجته لادونا ديفيس. بعد أن عض مو عدة أشخاص، وضعته مدينة ويست كوفينا بولاية كاليفورنيا في مأوى للحيوانات بالقرب من بيكرسفيلد، كاليفورنيا. خاضت عائلة ديفيس معركة قانونية طويلة وغير ناجحة لاستعادة مو.
في 3 مارس 2005، أثناء وجودهما في الملجأ في إحدى زياراتهما المتكررة مع مو، تعرض سانت جيمس ولادونا ديفيس لهجوم من قبل اثنين من ذكور الشمبانزي الصغار يُدعوان بادي وأولي، بعد أن هربا من حظائرهما. في الهجوم، فقدت لادونا ديفيس إبهامها، وتعرض زوجها للضرب بوحشية، مما أدى إلى تشوه دائم وفقدان الأطراف.

## خلفية

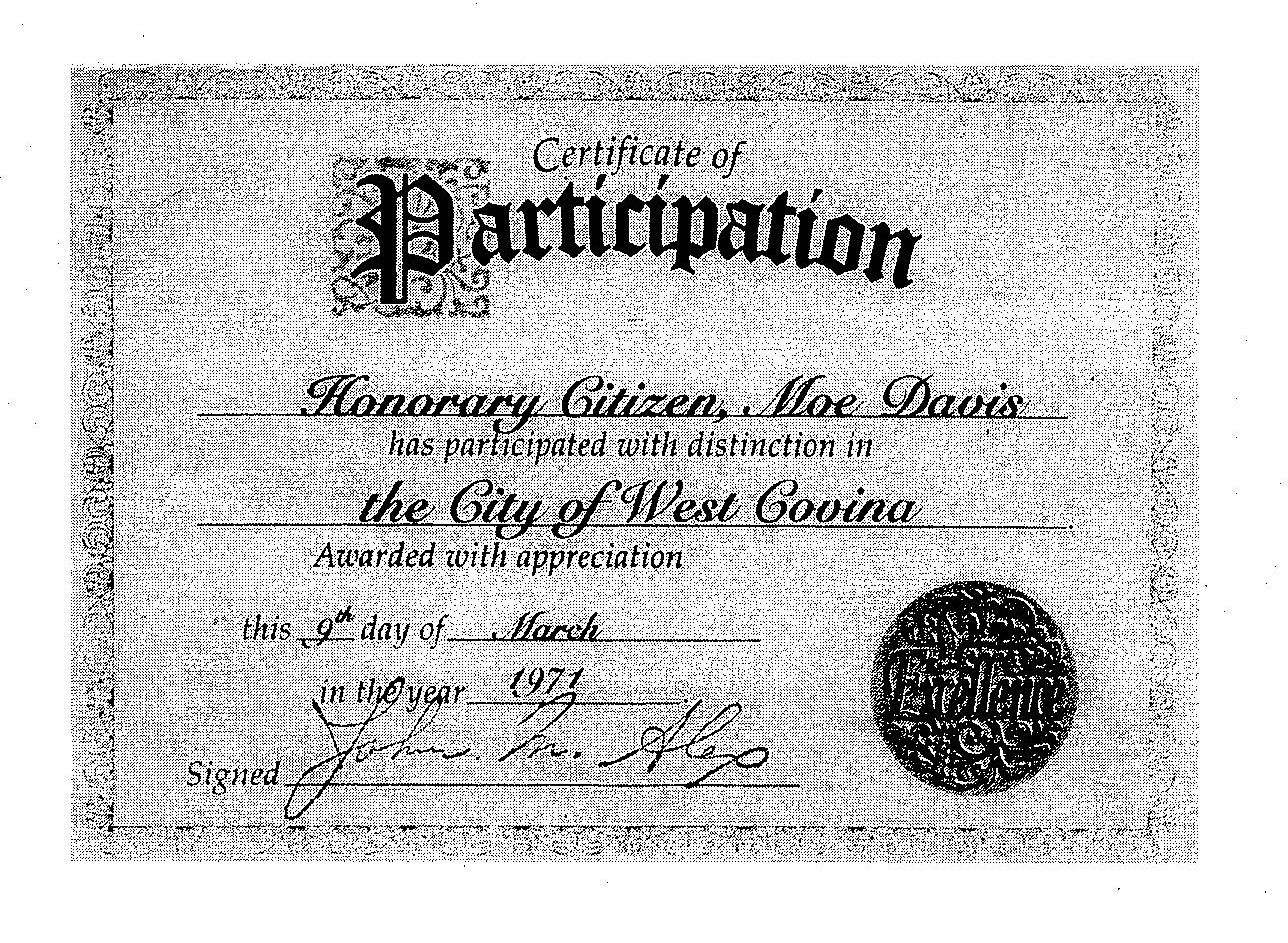
شهادة "المواطن الفخري" من وست كوفينا للشمبانزي مو ديفيس

تبنّت عائلة ديفيس مو في عام 1967، بعد وقت قصير من ولادته في تنزانيا. قتل الصيادون والدة مو عندما كان عمره يومًا واحدًا وتُرك مو يتيمًا. لم يكن لدى عائلة ديفيس أي أطفال، لذلك قاموا بتربية مو ليكون ابنهم. كان الشمبانزي يعيش معهم في منزلهم، ويرتدي الملابس، ويتدرب على استخدام المرحاض، ويستحم. شارك مو في حفل زفافهما. قالت لادونا إن مو كان بمثابة "مزيج من قاذف الزهور إشبين العريس".
في عام 1977، عندما كان مو في العاشرة من عمره، عض امرأة، مما أدى إلى إصابة إصبعها. وأعقب ذلك دعوى قضائية، ولكن تم رفض القضية.
في التسعينيات، تم إيواء مو في حظيرة تبلغ مساحتها 3.0 × 3.7 مترًا في منزل ديفيس. وفي 16 أغسطس 1998، هرب مو. ادعى آل ديفيس أن مو كان خائفًا من صدمة كهربائية حدثت أثناء إصلاح قفصه. تم استدعاء الشرطة المحلية وطُلب من العديد من الضباط كبح جماح مو. أثناء مقاومة الاستعادة، قام مو بإحداث انبعاج في سيارة للشرطة وضرب يد ضابط شرطة. احتاج ضابط الشرطة إلى علاج طبي وإعادة تأهيل بتكلفة 250,000 دولار أمريكي.
في 2 سبتمبر 1999، جاء زائر لرؤية مو. تزعم عائلة ديفيس أنها حذرت المرأة من محاولة الاقتراب من قفص مو، لكنها مدت يدها إلى قفصه. فعضها مو. زعمت عائلة ديفيس أن المرأة كانت تضع طلاءًا أحمر على أظافرها، وربما أخطأ مو في اعتبارها عرقسوس المفضل لديه. رفعت المرأة دعوى قضائية، وقام آل ديفيس بتسوية الدعوى.
استولى مسؤولو ويست كوفينا على مو ونقلوه إلى محمية للحيوانات. ناضل آل ديفيس لاستعادة الوصاية على الشمبانزي، لكنهم لم ينجحوا. في عام 2002، رفعت عائلة ديفيس دعوى قضائية بشأن الحقوق المدنية ضد وست كوفينا، كاليفورنيا؛ وافقت المدينة في النهاية على دفع 100,000 دولار أمريكي لعائلة ديفيس بالإضافة إلى 225,000 دولار أمريكي لشراء منزل في مكان قريب من بالدوين بارك، كاليفورنيا، حيث يمكنهم العيش مع مو.

## الهجوم
قامت عائلة ديفيس بزيارة مو بانتظام في مأوى الحيوانات. في عام 2003، واجه المأوى مشاكل في الترخيص، لذلك نُقل مو إلى ملاذ غير ربحي يضم ستة قرود، بالقرب من بيكرسفيلد، كاليفورنيا.
في 3 مارس 2005، جاءت عائلة ديفيس إلى المأوى للاحتفال بعيد ميلاد مو التاسع والثلاثين. أحضر الزوجان لمو كعكة عيد ميلاد وجلسا على طاولة النزهة بجوار حظيرة مو. أحضر الزوجان الألعاب وقلوب الحلوى وشوكولاتة بالحليب وكعكة بالتوت لحفلة عيد الميلاد. وقالت لادونا ديفيس إن الشمبانزي صفق بيديه من الفرح عندما رآهما. قطعت قطعة من الكعكة للشمبانزي، ثم عندما ذهبت لتقطيع قطعة ثانية لاحظت أن أحد الشمبانزيات قد خرج من قفصه. هاجمها ذلك الشمبانزي وقضم إبهامها. دفع سانت جيمس لادونا تحت الطاولة لحمايتها. وكان الشمبانزي الثاني طليقًا أيضًا. كما هربت اثنتان من الشمبانزي تدعى سوزي وبونز من أقفاصهما أثناء الهجوم. لم يشاركن في الهجوم على عائلة ديفيس وتم القبض عليهن مرة أخرى بعد خمس ساعات. ولم يشارك مو في الهجوم.
هاجم بادي وأولي سانت جيمس في وقت واحد؛ هاجم أحد الشمبانزي في البداية وجه سانت جيمس، بينما هاجم الآخر قدمه. حمل صهر مالك الملجأ، مارك كاروثرز، مسدسًا من عيار 45 وأطلق النار على بادي في رأسه. في هذه الأثناء، قام أولي بسحب جسم سانت جيمس إلى أسفل الممشى. تبع كاروثرز أولي وقتله بطلقة نارية.
دمر الشمبانزي غالبية أصابع سانت جيمس، وقدمه اليسرى، ومعظم أردافه، وكلا الخصيتين، وجزء من جذعه، وأجزاء من وجهه بما في ذلك أنفه وشفتيه. قال أحد المسعفين الذين وصلوا: "بدا الأمر وكأنه هجوم دب أشيب". نُقل جيمس إلى المركز الطبي بجامعة لوما ليندا بعد الهجوم.

## بعد الهجوم
أمضى سانت جيمس ستة أشهر في المستشفى يتعافى من الهجوم، بما في ذلك فترة كان فيها في غيبوبة . بين عامي 2005 و2009، خضع سانت جيمس ديفيس لأكثر من 60 عملية جراحية. لديه عين صناعية وشقين في منتصف وجهه حيث كان أنفه. لم تكن عائلة ديفيس مؤمنة، لكنها قررت عدم مقاضاة المأوى.
في عام 2006، وهو العام التالي للهجوم، وضعت عائلة ديفيس لافتة في الفناء الأمامي لمنزلهم كتب عليها "حرروا مو". ذهبوا أيضًا إلى المحكمة العليا في بومونا، كاليفورنيا لمطالبة مدينة ويست كوفينا شراء منزل لهم في بالدوين بارك، كاليفورنيا حتى يتمكنوا من لم شملهم مع الشمبانزي مو. في عام 2007، قضت المحكمة بأن على ويست كوفينا أن تدفع لعائلة ديفيس 32,000 دولار أمريكي لأن المدينة لم تف بالتزاماتها بموجب تسوية عام 2002، وأن تدفع لعائلة ديفيس 300 دولار شهريًا لتغطية تكاليف سكن مو، وتغطية نفقات السفر لزياراتهم مو.
اختفى مو في صيف عام 2008. حيث كان يعيش في مزرعة، في سان برناردينو. أفاد عمال البناء أنهم رأوا مو في منزل بالقرب من المزرعة؛ ورصده شهود آخرون وهو يتجه نحو الجبل. استأجرت عائلة ديفيس طائرة هليكوبتر للقيام بالتحليق في محاولة لإخراج مو من مخبئه، وفتشت السلطات غابة سان برناردينو الوطنية، ولكن لم يتم العثور على الشمبانزي البالغ من العمر 42 عامًا.

## روابط خارجية
- فيديو يوتيوب - سانت جيمس يحكي قصة مو (2009)